# Fields (Familienname)
Fields ist ein englischer Familienname.

## Herkunft und Bedeutung
Fields (dt. Feld) ist ein Wohnstättenname für Personen, die an einem Feld oder einer Weide wohnen.

## Namensträger
- A. Roland Fields (1900–1950), US-amerikanischer Szenenbildner
- Alf Fields (1918–2011), englischer Fußballspieler
- Annie Adams Fields (1834–1915), US-amerikanische Schriftstellerin
- Armond Fields (1930–2008), US-amerikanischer Maler, Grafiker und Biograf
- Arthur Fields (1888–1953), US-amerikanischer Sänger
- Benn Fields (* 1954), US-amerikanischer Hochspringer
- Cleo Fields (* 1962), US-amerikanischer Politiker
- Connor Fields (* 1992), US-amerikanischer Radrennfahrer
- Danny Fields (1941), US-amerikanischer Musik-Manager
- Dorothy Fields (1905–1974), US-amerikanische Liedtexterin und Dramatikerin
- Ernie Fields (1904–1997), US-amerikanischer Posaunist und Bandleader
- Ernie Fields junior (1934–2024), US-amerikanischer Musiker und Musikunternehmer
- Eugene Fields (≈1910-), US-amerikanischer Gitarrist
- Frank Fields (1914–2005), US-amerikanischer Musiker
- Freddie Fields (1923–2007), US-amerikanischer Hollywoodagent und Filmproduzent
- Gary Fields (* 1946), US-amerikanischer Ökonom
- Geechie Fields (1904–), US-amerikanischer Jazzmusiker
- Gracie Fields (1898–1979), britische Sängerin, Schauspielerin und Comedienne
- Gregory Fields (* 1989), US-amerikanischer E-Sportler
- Henry Fields (1938–2024), US-amerikanischer Basketballspieler
- Herbert Fields (1897–1958), US-amerikanischer Dramatiker
- Herbie Fields (1919–1958), US-amerikanischer Saxofonist und Klarinettist
- Irving Fields (1915–2016), US-amerikanischer Pianist
- Jack Fields (* 1952), US-amerikanischer Politiker
- Jackie Fields (1908–1987), US-amerikanischer Boxer
- James Henry Fields (1948–1984), US-amerikanischer Pianist
- James L. Fields († 1977), US-amerikanischer Toningenieur
- James Thomas Fields (1817–1881), US-amerikanischer Publizist und Autor
- Jamia Fields (* 1993), US-amerikanische Fußballspielerin
- John Fields (* 20. Jahrhundert), US-amerikanischer Musikproduzent, Musiker und Songwriter
- John Charles Fields (1863–1932), kanadischer Mathematiker
- Joseph Fields (1895–1966), US-amerikanischer Drehbuchautor und Dramatiker
- Justin Fields (* 1999), US-amerikanischer American-Football-Spieler
- Kansas Fields (1915–1995), US-amerikanischer Schlagzeuger
- Kathy Fields (* 1947), US-amerikanische Fotografin und Schauspielerin
- Kayla Fields, US-amerikanische Schauspielerin
- Landry Fields (* 1988), US-amerikanischer Basketballspieler
- Lawrence Fields (* 1983), US-amerikanischer Jazzmusiker
- Lynn Fields (1944–2012), US-amerikanische Schauspielerin
- Mark Fields (* 1961), US-amerikanischer Manager
- Marneen Fields (* 1955), US-amerikanische Schauspielerin und Stuntfrau
- Mary Fields (1832–1914), US-amerikanische Postzustellerin
- Paul Fields (1943–2020), österreichischer Musiker
- Rick Fields (1942–1999), US-amerikanischer Journalist und Buddhismuskundler
- Scott Fields (Musiker) (* 1956), US-amerikanischer Musiker und Komponist
- Scott Fields (Basketballtrainer) (* 1967), US-amerikanischer Basketballtrainer
- Shep Fields (1910–1981), US-amerikanischer Orchesterleiter
- Stanley Fields (Schauspieler) (1883–1941), US-amerikanischer Schauspieler
- Stanley Fields (Biologe) (* 1955), US-amerikanischer Biologe
- Terry Fields (1937–2008), britischer Politiker
- Verna Fields (1918–1982), US-amerikanische Filmeditorin
- W. C. Fields (1880–1946), US-amerikanischer Schauspieler und Drehbuchautor
- William Fields (Ruderer) (1929–1992), US-amerikanischer Ruderer
- William C. Fields (1804–1882), US-amerikanischer Politiker (New York)
- William J. Fields (1874–1954), US-amerikanischer Politiker (Kentucky)